# Natalia w Brooklynie
Natalia w Brooklynie – debiutancki singel, a właściwie minialbum, zespołu El Doopa z 2000 roku, na którym znajduje się 11 utworów, w tym dwuczęściowy tytułowy.

## Treść
Utwór Natalia w Brooklynie, składający się z dwóch części, śpiewa Kazik Staszewski. Pierwsza część opowiada o perypetiach młodej polskiej dziewczyny Natalii, która nie mogąc znaleźć pracy w rodzinnej Łomży, otrzymała wreszcie upragnioną wizę i odleciała do USA. Na Greenpoincie mieszkała już jej siostra i kilka koleżanek, które pomagały jej na początku. Pierwszą pracę znalazła w restauracji na Bronksie. W utwór są wplecione przemyślenia na temat sytuacji rodaków w Nowym Jorku, na przykład o Łukaszu Bułce z Nowego Dziennika i o dzielnicy Jackowo. Druga część to dalsze losy bohaterki. Po odejściu z restauracji znalazła kolejną pracę, gdzie podawała śniadania, obiady i kolacje. Jednak dziewczyna tęskniła bardzo za rodzicami, a pracując nielegalnie nie mogła się z nimi spotkać. Natalia znalazła jednak za oceanem miłość - miała narzeczonego Raula, który zajmował się handlem drobnym. Utwór kończą słowa Natalia w Brooklynie nigdy nie zginie, Szczęść Boże całej naszej rodzinie, co jest swoistą prośbą o lepszy los Polaków w USA. Na płycie znajdują się jeszcze dwie wersje tego utworu.
Historia przedstawiona w utworze jest fikcyjna.

## Lista utworów
1. "Natalia w Bruklinie odc. 1"
2. "Natalia w Bruklinie odc. 2"
3. "Łakocie"
4. "The Combi"
5. "Apocalypsum cum figuris"
6. "Nuno Gomes"
7. "Czekoladowe batony"
8. "Natalia w Bruklinie" (konCert w Forum Fabricum)
9. "Nie mam dupy" (radikkkal)
10. "Natalia w Bruklinie" (wersja ze Śmierć Studios)
11. "Canalos" (radikkkal)

## Twórcy
- Dr Yry - lider, klawisze, sax, głos
- Kazik - klawisze, sax, głos
- Kazan - gitara, głos
- Dżordżu - bass, głos
- Hołówka - sax
- Xero - trąbka, głos
- Mateusz Miłosiński - didżeridu
- LipA - perkusja
- Izi - gitara barytonowa, głos
- Brat Pafnucy - głos
- Peter - fletoklarnet
- Kazik Staszewski - gitara